# Jenő (törzs)
A jenő törzs a magyar törzsszövetség egyik törzse volt, amelyik VII. Konstantin kabarokkal kezdődő felsorolásában a hatodik, a hét törzs közül az ötödik helyen áll Genakh alakban. Korabeli bizánci forrás alapján az ómagyar alakja *Jeneγ lehetett. A Jenő törzsnév a székelyek egyik nemének neveként is fennmaradt Jenw, Jenyew (1548) alakban.
A jenő szó eredetét tekintve általánosan elfogadott, hogy török eredetű. Egyes vélemények szerint az *inäk 'bizalmas, tanácsadó, miniszter' átvétele. Újabb magyarázat szerint a *yänäk 'oldal(ka), arc' átvétele, és a hadrendben elfoglalt helyre utal. Sokkal valószínűbb azonban a nem rekonstruált, hanem ténylegesen létező török jeni, orkhoni ótörök jaŋɨ kapcsolata, amely azt jelenti, „új”, „ifjú”.
A Jenő mellett az Inő, Inőd, Jenek, Gyana helyneveknek a Jenő törzshöz való kapcsolása is felmerült.
A törzs neve legalább 24 település nevében fellelhető, de elképzelhető, hogy idetartozik a Moldovai Köztársaságbeli Chișinău (Kisjenő) is.